# テレジア・サンプソニア
テレジア・サンプソニア（Teresia Sampsonia、洗礼名はTeresaとも綴る。1589年 – 1668年）は、サファヴィー朝のイランの女性旅行家。エリザベス朝イングランド王国の冒険家ロバート・シャーリーと結婚しレディー・シャーリーと呼ばれた。

## 生涯

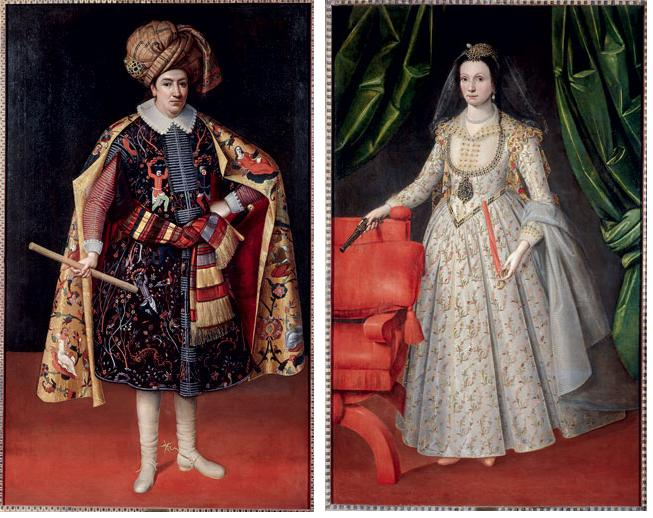
ロバート・シャーリーと、テレシア・サンプソニアの肖像画。サンプソニアの肖像画は、ヨーロッパのファッションを取り入れ、護身用のフリントロック式ピストルを持っている。

テレシアは1589年にサファヴィー朝イランの東方正教会の家庭で生まれ、イスファハンで育ち熟練女性乗馬者になった。
1602年にロバート・シャーリーと出会って恋に落ち、1608年、彼女の叔母の許可を得て結婚した。この時、カルメル会で洗礼を受けカトリック教徒となる。そしてサファヴィー朝イランのライバルであるオスマン帝国に対抗するためヨーロッパ諸国と同盟を求める外交使節の一員となった。
ロバートがサファヴィー朝のアッバース1世大王の名を受けて遣欧使を率いた時、彼女も同伴した。
夫・シャーリーを伴い、本格的にヨーロッパで交渉を始めた。だが、文化の違いになれないことによりイングランドの交渉は諦めた。サンプソニアとシャーリーは、その次にモスクワ、ローマ、ポーランド王国を訪れ、1608年11月頃にローマにいったん到着した。訪問期間の残りの14ヶ月には、サヴォワ、フランス、フランドル、スペインを訪問した。スペインの首都・マドリードでは、彼女はカルメル会の修道女のことを知ることになった。4つの国を訪問した後、オランダとイギリスに向かった。彼らの唯一の子はイングランドのサセックスで生んだ。子供の洗礼式には、ヘンリー・フレデリック・ステュアート、アン・オブ・デンマークが同席した。
1622年は、イタリアとポーランドを訪問し、1623年には最後の訪問先としてイギリスを訪れた。1627年、イングランド王の使節であるドッドモア・コットンともイランにむかった。当時の首都ガズヴィーンに到着した後、重い病気にかかった。
1628年7月13日、夫・シャーリーは亡くなった。彼の遺言どおり、イスファハンのカルメル会の教会にて埋葬された。サンプソニアは、この頃また病気を発症した。そして余生を過ごすため、イスファハンを離れキリスト教が信仰されているローマへ引っ越す事を決めた。しかし、サファヴィー帝国では女性は許可なしに海外へ渡航することが禁止されているのでシーラーズを訪れた。彼女はカトリックの修道院に住み、人生の残りを慈善団体や宗教に捧げた。
本人の希望通り彼女の遺骨はイスファハンからローマに運ばれた。テレジアの葬儀には、アンソニー・ヴァン・ダイクやトーマス・ハーバートなどの芸術家や、皇太子ヘンリー・フレデリック・ステュアート、彼女の洗礼式に来たアン女王らが訪れた。ハーバートによれば、テレジアを「彼女は三度の不屈のレディだ」と言い称賛し、彼女の祖国のイランも称賛した。